# AETR-akkoord
Het AETR-verdrag is een Europees verdrag over de arbeidsvoorwaarden in het internationale wegvervoer.  
Het werd afgesloten in Genève op 1 juli 1970. De afkorting AETR staat voor de Franse omschrijving Accord Européen relatif au Travail des équipages des véhicules effectuant des transports internationaux par la Route (Europese overeenkomst nopens de arbeidsvoorwaarden voor de bemanningen van motorrijtuigen in het internationale vervoer over de weg). 
De Europese economische commissie van de Verenigde Naties (UNECE) regelde de totstandkoming van dit akkoord. Het regelt vooral de rij- en rusttijden van de chauffeurs. Binnen de Europese Unie zijn de bepalingen van dit verdrag grotendeels overgenomen in de Verordening (EG) nr. 561/2006.
De deelnemende landen zijn alle EU-landen, zowat alle andere Europese landen en verder ook nog Armenië, Azerbeidzjan, Georgië, Kazachstan,  Tadzjikistan, Turkije, Turkmenistan en Oezbekistan.

## Link
AETR op de Wettenbank